# Norbert Weisser
Franz Norbert Weisser (Neu-Isenburg, 9 de julho de 1946) é um ator alemão de teatro, televisão e cinema. Ele também tem créditos como produtor (teatral e cinematográfico) e diretor de teatro.

## Primeiros anos
Weisser nasceu na cidade de Neu-Isenburg, no estado de Hesse, Alemanha. Mudou-se no final da década de 1960 para Los Angeles, onde logo se envolveu na crescente cena do teatro experimental.

## Carreira
Estreou na Broadway em Taking Sides (Brooks Atkinson Theatre) e tem créditos em muitas outras peças teatrais, como Way to Heaven e Mary Barnes (Odyssey Theatre), Times Like These (TimeLine Theatre) e The Coyote Cycle (Vineyard Playhouse). Algumas dessas performances renderam-lhe prêmios e indicações. Na televisão, apareceu em várias séries e telefilmes. Interpretou Gurd em The Hardy Boys/Nancy Drew Mysteries (ABC), Hanus em Tales of the Gold Monkey (ABC), Werner Von Braun em From the Earth to the Moon (HBO), Peter Schuler em Breaking Bad (AMC) e Hans Dresner em Gemini Division (ABC), entre outros trabalhos.
Embora tenha atuado extensivamente no teatro e televisão, Weisser é mais conhecido por seus muitos trabalhos no cinema, geralmente em papéis coadjuvantes e menores. Alguns de seus primeiros créditos cinematográficos são o papel de um prisioneiro no longa metragem sobre prisão e tráfico de drogas Midnight Express (1978), e Keller no filme de ficção científica Android (1982). Em poucas ocasiões interpretou personagens de maior destaque, como um soldado nazista no épico Schindler's List, e um médico que aplica tratamentos especiais de massagem feminina em The Road to Wellville. Também participou de produções como The Thing, Twilight Zone: The Movie, Chaplin, Hocus Pocus, Pollock, Around the Bend, Road to Hell e Angels & Demons.
Além de seu trabalho na atuação, Weisser dirige e produz espetáculos teatrais. Ele também costuma participar dos filmes de baixo orçamento de Albert Pyun, um diretor independente de filmes B de ação e ficção científica cujo trabalho costuma ser comparado ao do cineasta Ed Wood. Em dois longas-metragens de Pyun, Invasion (2005) e Cool Hair (2006), Weisser é creditado como produtor.

## Vida pessoal
Weisser foi casado com Barbara B. Rice entre 1967 e 1975, união que terminou em divórcio. Ele se casou com Tandy Shaw Parks em 1976 e atualmente vive em Venice, Los Angeles, Califórnia. É pai de Morgan Weisser, que também é ator.